# 佐賀市立南川副小学校
佐賀市立南川副小学校（さがしりつ みなみかわそえしょうがっこう）は佐賀県佐賀市川副町鹿江にある市立小学校。

## 概要
歴史
1874年（明治7年）に「振起小学校」として創立。数回の改組・改称を経て、現校名になったのは2007年（平成19年）。2024年（令和6年）に創立150周年を迎えた。
校章
中央に校名の頭文字である「南」の文字を配している。
校歌
1975年（昭和50年）に創立100周年を記念して制定。作詞は池田正人、作曲は富永操による。歌い出しは「有明の干潟 遥かに」。歌詞は3番まであり、各番の歌詞中に校名の「南川副小学校」が登場する。
通学区域
佐賀市川副町のうち、「大字鹿江、大字犬井道」。中学校区は佐賀市立川副中学校。

## 沿革
前史
- 1869年（明治2年） - 寺子屋として開校。

正史
- 1874年（明治7年）4月19日 - 元田中村の内、旧・領主貯蔵米倉跡（現・JAさが川副中央支所）に「振起小学校」が創立。
- 1878年（明治11年）
  - 1月 - 元犬井道村、田中村の二ヶ村区域学校の改正により 「江上校区」と称し 、川副郷全部を管轄する（北・東・新・中・大・南・西の７ヶ村） 。
  - 11月 - 江上校区が廃止され、「犬井道学区」となる。
- 1879年（明治12年）1月 - 「犬井道小学校」に改称。
- 1882年（明治15年） - 「公立中等犬井道小学校」に改称。
- 1884年（明治17年）4月 - 学区改正により、佐賀郡は6区に分かれ、六番学区（中川副、大詫間、南川副、西川副）に属することとなる。
- 1886年（明治19年）4月 - 統合により、「尋常盈進小学校 犬井道分教場」となる。
- 1887年（明治20年）3月 - 「高等科併置 尋常盈進小学校 犬井道分校」に改称。
- 1889年（明治22年）
  - 4月1日 - 町村制施行により、佐賀郡2村（犬井道・鹿江）が合併の上、南川副村が発足。
  - 6月 - 鹿江分校と統合し、「尋常知進小学校」（4年制）として分離・独立。現在地に木造瓦葺き一部2階建ての校舎を新築。
  - この年 - 北川副他六ヶ村組合立 川副高等小学校が設立される。
- 1891年（昭和24年）6月 - 木造瓦葺き２階建て校舎１棟を増築。
- 1892年（明治25年）4月 - 「知進尋常小学校」と改称。
- 1900年（明治33年）5月 - 「南川副尋常小学校」と改称。
- 1903年（明治36年）- 農業補習学校が併置される（大正末から昭和初期にかけて青年訓練所充当南川副公民学校となる）。
- 1907年（明治40年）11月 - 校舎を増築。
- 1908年（明治41年）4月 - 改正小学校令により、尋常科（義務教育）が4年制から6年制に変更となる。尋常科5年を新設。
- 1909年（明治42年）
  - 4月 - 尋常科6年を新設。
  - 6月 - 1棟（4教室）を増築。
- 1910年（明治43年）7月 - 1棟（3教室）を増築。
- 1914年（大正3年）8月 - 6教室を増築。
- 1916年（大正5年）4月1日 - 北川副他六ヶ村組合立 川副高等小学校の組合解散に伴い、高等科（2年制）を併置の上、「南川副尋常高等小学校」と改称。
- 1927年（昭和2年）
  - 2月 - 第6棟（6教室）を火災により焼失。
  - 7月 - 第6棟を新築の上、復旧。
- 1932年（昭和7年）10月 - 講堂を増築。運動場を拡張。
- 1935年（昭和10年）6月 - 青年学校令施行により、併置の公民学校が「南川副実業青年学校」に改称。
- 1941年（昭和16年）4月1日 - 国民学校令施行により、「南川副村国民学校」と改称。尋常科を初等科に改める。
- 1945年（昭和20年）5月 - 水泳場を新設。
- 1947年（昭和22年）4月 - 学制改革（6・3制）が行われる。
  - 南川副村国民学校の初等科は、新制小学校「南川副村立南川副小学校」（6年制）に改組・改称される。
  - 南川副村国民学校の高等科は、青年学校普通科とともに、新制中学校「南川副村立南川副中学校」（3年制）に改組・改称される。
- 1953年（昭和28年）4月1日 - 町制施行により、「南川副町立南川副小学校」と改称。
- 1954年（昭和29年）6月 - 北第1棟（6教室）を改築。
- 1955年（昭和30年）
  - 4月 - 町村合併により「川副町立南川副小学校」と改称。
  - 8月 - 小中兼用のプールが完成。
- 1958年（昭和33年）
  - 9月 - 川副町立川副中学校への統合により、川副町立南川副中学校が閉校。ただし、中学統合校舎完成までの間、「南校舎」として存続。
  - 11月 - 北第2棟（6教室）を火災で焼失。
- 1959年（昭和34年）
  - 2月 - 北第2棟を新築の上、復旧。
  - 10月 - 川副中学校の統合校舎が完成したため、南校舎の大半が廃止の上、小学校に移管される。ただし、5教室を中学校へ貸与を継続。
- 1960年（昭和35年）1月 - 給食を開始。
- 1962年（昭和37年）5月 - 中学校へ貸与していた5教室が返還される。
- 1964年（昭和39年）2月 - 第8棟を解体。
- 1965年（昭和40年）7月 - 新プールが完成。
- 1966年（昭和41年）9月 - 講堂の大改築を実施。
- 1970年（昭和45年）7月 - 鉄筋コンクリート造3階建ての新校舎が完成。
- 1971年（昭和46年）3月 - 管理棟舎・川副町給食センターが完成。
- 1975年（昭和50年）2月 - 創立100周年記念式典を挙行。校旗・校歌を制定。
- 1984年（昭和59年）8月 - 新校舎の大規模改修工事を完了。
- 1986年（昭和61年）3月 - 北第1・2棟を解体。特別教室棟が完成。
- 1988年（昭和63年）3月 - 体育館・国旗掲揚台が完成。
- 1994年（平成6年）2月 - パソコン室が完成。
- 1997年（平成7年）10月 - 管理棟・普通教室棟の大改造・改修工事が完了。
- 2007年（平成19年）10月1日 - 佐賀市編入に伴い、「佐賀市立南川副小学校」（現校名）に改称。

## 交通
最寄りの鉄道駅
- JR九州 長崎本線 「佐賀駅」

最寄りのバス停留所
- 佐賀市営バス 広江線・犬井道線 「犬井道」停留所

最寄りの幹線道路
- 国道444号 「川副支所」交差点・「犬井道」交差点

## 周辺
- 佐賀市役所川副支所
- 佐賀市立川副児童館
- 佐賀市立スポーツパーク川副多目的広場・体育センター・武道場・かわそえスポーツクラブ
- 佐賀市立川副中学校
- 小鹿幼稚園・むつみの園保育園
- 川副南郵便局
- JAさが川副中央支所
- 水源地跡公園
- 早津江川

## 参考資料
- 「川副町史 (PDF) 」（1979年（昭和54年）2月28日, 川副町）p.694～p.697 - 佐賀市ウェブサイト

## 関連事項
- 佐賀県小学校一覧